# Platform Garanti Contemporary Art Center
Platform Garanti Contemporary Art Center è un'istituzione di arte contemporanea aperta nel 2001 e situata nella zona pedonale di Istiklal Avenue a Istanbul, Turchia. Platform Garanti ha organizzato mostre, conferenze ed eventi, ospitato un programma internazionale di residenza per artisti, e mantenuto una biblioteca e un archivio di arte contemporanea.

## Storia
Platform è stata inizialmente fondata da Vasif Kortun con il sostegno della Banca Ottomana e più tardi, una volta che la Banca Ottomana è stata assorbita dalla Garanti Bank. Platform Garanti ha preso una pausa dalla sua attività espositiva alla fine del 2007 e terminato ufficialmente le sue attività sotto questo nome nel 2010. Nel 2008 sono stati avviati i lavori di ristrutturazione dell'edificio originario di Platform Garanti su Istiklal Avenue e della vecchia sede della Banca Ottomana a Galata, con il fine di combinare i diversi elementi delle precedenti attività di Platform con due altre entità culturali: Garanti Gallery e l'Archivio e Centro di Ricerca della Banca Ottomana. La nuova istituzione prende il nome comune di SALT, una società pubblica che opera sotto Garanti Kültür Inc.

## Mostre a Istanbul

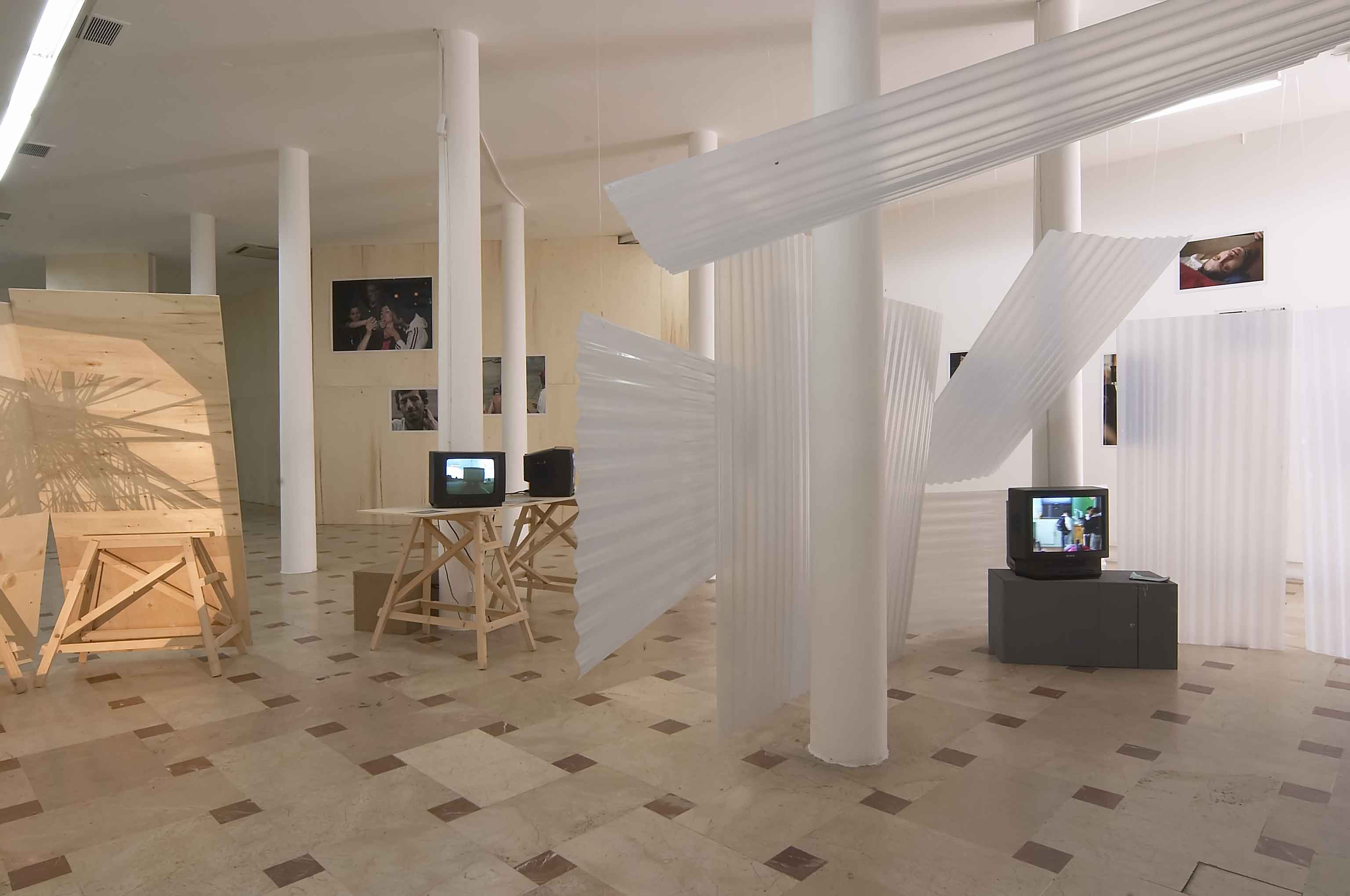
Normalization, 2005

Tra il 2001 e il 2007, Platform ha organizzato oltre 40 mostre a Istanbul.
La mostra Subtracting of Zeroes ha aperto una discussione sulle problematiche dell'economia con riferimento al precedente utilizzo della sede di Platform come banca negli anni '80. Una selezione dei lavori di Stilinović con oltre 70 libri d'artista, dagli anni '70 ad oggi, sono stati esposti nel mezzanino.
Open Library è stata una rivisitazione dello spazio espositivo di Platform sotto forma di biblioteca. Con la creazione di un ingresso posto tra la strada e la tradizionale galleria dalle pareti bianche, la funzione di Platform è stata messa in discussione dal fatto che il suo status poteva essere percepito sia come libreria sia come mostra idiosincratica. 
Open Library è stato progettato da un superpool di architetti locali in collaborazione con Quinze & Milan.
Nel 2003, Platform Garanti è stato invitato da Rooseum, Malmö e WHW, Zagabria a partecipare come collaboratore esterno ad una serie di dibattiti, mostre e pubblicazioni che utilizzarono come punto di partenza il termine 'normalization'. L'ambiguità di tale termine e la sua percezione da parte di diverse culture, aree geografiche e individui, ha portato Platform a proporre un'analisi del concetto di “normalizzazione” attraverso un percorso di trepidazione e d'indagine. Il risultato è stato un programma artistico progressista con un particolare focus sui molteplici significati del termine, sul suo utilizzo, sulla sua manifestazione, sulle sue implicazioni politiche e sociali, e coinvolgendo l'utilizzo di diverse metodologie, media e protagonisti. Curato da Vasif Kortun e November Paynter. Artisti: Can Altay, Yael Bartana, Mark Leckey, Aydan Murtezaoglu, Phil Collins, Roman Ondak, Solmaz Shahbazi, Wael Shawky, Jalal Toufic.
Inoltre, Platform ha ospitato artisti partecipanti alla Biennale Internazional di Istanbul: nel 2005 Hüseyin Bahri Alptekin e Yael Bartana; nel 2003 Shahzia Sikander; e, nel 2001, Carsten Nicolai.

## Fuori dalla Turchia
Platform è stata invitata a organizzare mostre in spazi internazionali - tra cui figurano: The Columns Held us Up presso Artists Space di New York nel 2009; Last Things presso la Westfälischer Kunstverein di Münster e il programma di screening Candid Stories presso Insa Art Space, Seul, nel 2008. Sempre nel 2008 Platform è figurata come partner tra le quindici istituzioni internazionali che hanno partecipato alla mostra della Settima Biennale Internazionale Lucky Seven di Site Santa Fe. Nel 2006, l'istituzione è stata invitata dal Frieze Projects a partecipare alla Frieze Art Fair  Copia archiviata, su friezefoundation.org. URL consultato il 4 gennaio 2011 (archiviato dall'url originale il 13 novembre 2007).. Nel 2003, Platform è stata una delle dieci istituzioni europee non-profit chiamate a prendere parte al progetto Institution², curato da Jens Hoffmann per  KIASMA, Museum of Contemporary Art, Helsinki.

## Biblioteca e archivio
Platform ospita un archivio di file di artisti di oltre 150 artisti turchi, residenti sia in Turchia sia all'estero. Questa completa libreria di arte contemporanea include: le pubblicazioni di riviste, cataloghi di mostre, monografie, libri rari, cataloghi raisonnés e libri sulla teoria e la filosofia. Nel 2007 la biblioteca è stata aperta al pubblico all'interno dello spazio espositivo dell'istituzione come Open Library . 
L'intera collezione della biblioteca sarà a disposizione del pubblico all'interno di SALT Research a partire da luglio 2011.

## Conferenze
Platform ha organizzato oltre 120 lezioni con professionisti tra cui: Hou Hanru, Charles Esche, Maria Lind, Carlos Basualdo, Philippe Vergne, Irit Rogoff, Mark Leckey, Chantal Mouffe, Maarten Hajer, Momoyo Kajima, Marcos Novak, Nikolaus Hirsch, Hans Ulrich Obrist, Nikos Papastergiadis. Platform ha anche organizzato e ospitato progetti come A-Coffee House: Conversazione sul mondo internazionale dell'arte e le sue Esclusioni  nel 2001; Urban Flashes Istanbul: cultural patchworks in the public space nel 2003 ; south … east ...Mediterranean ...Europe, una conferenza nell'ambito di In the Cities of Balkans, seconda parte di The Balkan Trilogies avviata dalla Kunsthalle Fridericianum. The Next Documenta Should Be Curated by an Artist ; Archiving Disappearance organizzato con Krist Gruijthuijsen ; Questioning Alternative Practices  Archiviato il 9 ottobre 2015 in Internet Archive., tutti nel 2006; On Support Lecture Series organizzato da Celine Condorelli Celine Condorelli, e Transdisciplines Lecture Series organizzato in collaborazione con Garanti Galeri tra il 2006 e il 2009.

## Istanbul Residency Program
L'Istanbul Residency Program è stato lanciato nel 2003. È stato sostenuto da numerosi organismi di finanziamento nazionali e regionali. Dal 2004 il programma di residenza ha tentato di concentrarsi più specificatamente su artisti provenienti da zone confinanti con la Turchia, con il sostegno della Open Society e l'American Center Foundation. Dal 2006 al 2010 il programma Backyard Residency, avviato nell'ambito del Progetto di Mobilità SEE (Residenze per Artisti nel Sud-Est Europa) e supportata dal Nordic Council of Ministers, ha ospitato quattro artisti provenienti dai paesi del Sud-Est Europa. Nel 2009 e 2010 il programma Accentate Residencies supportato dal British Council British Council  ha fornito ancora una volta opportunità di soggiorno per artisti provenienti da questa zona geografica. Dal 2006 al 2010 l'istituzione ha inoltre aiutato molti artisti turchi a partecipare a programmi di residenza in Paesi di tutto il mondo. Il programma di residenza presso Platform è stato chiuso alla fine del 2010.

## Pubblicazioni
Platform ha collaborato a una serie di pubblicazioni tra cui: The Next Documenta Should be Curated by an Artist co-pubblicato da Revolver ed e-flux ; We All Laughed at Christopher Columbus, co-pubblicato con SMBA, Amsterdam  e dalla Mondriaan Foundation, Hit & Run con SMART Project Space, Amsterdam ; Support Structures di Celine Condorelli  Archiviato il 28 luglio 2011 in Internet Archive., pubblicato da Sternberg Press ; Subtracting of Zeroes Van Abbemuseum, Eindhoven; Today in History di Ahmet Ogut Ahmet Oğüt co-pubblicato con Book Works , London.